# Villiers-le-Sec (Île-de-France)
Villiers-le-Sec è un comune francese di 176 abitanti situato nel dipartimento della Val-d'Oise nella regione dell'Île-de-France.

## Società

### Evoluzione demografica
Abitanti censiti